# Igreja Ortodoxa Abecásia
A Igreja Ortodoxa Abecásia (em russo: Абхазская Православная церковь) é uma Igreja Ortodoxa não canônica. Ela surgiu quando a eparquia de Sucumi-Abecásia declarou em 15 de setembro de 2009 que não se considerava mais parte da Igreja Ortodoxa da Geórgia e que estava "restabelecendo o Catolicato da Abecásia dissolvido em 1795". Vissarion Apliaa é o primaz (interino) da Igreja Ortodoxa Abecásia desde 2009 e é o católico autoproclamado da Igreja. Tem duas eparquias em Pitsunda e Sucumi e está organizada em 9 paróquias.

## História
Em 15 de setembro de 2009, a liderança da Eparquia de Sucumi-Abecásia, contra a autoridade de Elias II, Patriarca-Católico de Toda a Geórgia, declarou que não mais se considerava parte da Igreja Ortodoxa Georgiana, e que estava restabelecendo o Catolicato da Abecásia, e que doravante seria conhecida como a Igreja Ortodoxa Abecásia.
Seu líder, Vissarion Apliaa, pediu às igrejas ortodoxas russas e georgianas que reconheçam a "Igreja Ortodoxa Abecásia". Um porta-voz do Patriarcado georgiano disse que a decisão de se separar da Igreja Ortodoxa Georgiana foi tomada por um "grupo de impostores", enquanto a Igreja Ortodoxa Russa confirmou que continua a ver a Abecásia como o território canônico da Igreja Georgiana.
Em 9 de fevereiro de 2011, o Governo da Abecásia transferiu 38 igrejas, catedrais e mosteiros perpetuamente para os cuidados da Igreja Ortodoxa da Abecásia.

## Hierarquia
Vissarion Apliaa é o primaz (interino) da Igreja Ortodoxa Abecásia desde 2009 e é o católico autoproclamado da Abecásia.  A Catedral de Pitsunda é a principal catedral da Igreja e a residência de seu primaz.
A Igreja está atualmente organizada em duas eparquias, uma em Bichvinta e outra em Sucumi. A Igreja tem nove paróquias. Também possui dois mosteiros, o Mosteiro de Novo Atos e o Mosteiro Camã.